# Обстріли Буринської міської громади
Обстріли Буринської міської громади — серія обстрілів та авіаударів російськими військами території Буринської міської громади Конотопського району Сумської області в ході повномасштабного російського вторгнення в Україну.

## 2022

### 24 липня
Близько 17.00 ворогом здійснено обстріл зі ствольної артилерії Буринської громади. Зафіксовано 14 "приходів".

### 7 серпня
Між населеними пунктами Білопільської та Буринської громад з 11:00 росіяни били з артилерії – 38 прильотів. Після 17 години був артобстріл околиць села Піски Буринської громади, 13 прильотів.

### 10 жовтня
Після оголошення повітряної тривоги з 06:50 ранку 10 жовтня в Конотопі на Сумщині пролунали два вибухи. Також було зазначено, що у різних районах Сумської області зафіксовано перебої зі світлом. За інформацією ГУ ДСНС у Сумській області, станом на 18:00 10 жовтня пожежу ліквідували. Утім в усіх районах Сумської області понад добу були проблеми з електропостачанням, а, як наслідок, проблеми з водопостачанням.

## 2023

### 22 вересня
Був артилерійський обстріл (4 вибухи).

## 2024

### 11 квітня
Був обстріл зі ствольної артилерії (4 вибухи).

### 2 вересня
Зафіксовано обстріл з міномета (5 вибухів).

## 2025

### 18 квітня
Зафіксовано 10 вибухів БПла типу Shahed
10 липня
Завдано удару по нежитловій будівлі в місті
27 липня
Завдано удару БпЛА типу «Молнія» (1 вибух). Без жертв.
28 липня
Завдано 4 влучання БПЛА типу Shahed по центру міста